# 트윙클☆크루세이더스
트윙클☆크루세이더스(일본어: ティンクル☆くるせいだーす, TWINKLE CRUSADERS)는 일본의 Lillian에서 2008년 9월 26일 발매한 성인용 게임으로서 DVD-ROM 1장으로 출시되었다.

## 개요
본 작품은『프린세스 윗치즈』를 개발했던 팀에서 브랜드를 독립하여 제작한 첫 작품으로 전 작품의 흐름을 이어받은 「두근두근 생도회 배틀ADV」.
『프린세스 윗치즈』와 마찬가지로 어드벤처 파트와 배틀 파트가 교대로 전개된다.
참고로, 당초엔 2007년 겨울 발매예정이었지만 수회의 발매연기 끝에 2008년 9월에 겨우 발매가 이뤄졌다.
2010년 9월 30일엔 PSP 이식판『트윙클☆크루세이더스GoGo!(ティンクル☆くるせいだーすGoGo!)』가 발매되었다.
사족이지만, 작품 타이틀의 크루세이더스(Crusaders)는 십자군을 의미한다.

## 줄거리
반짝반짝 빛나는 학교 생활을 즐기고 싶어! 나도 청춘을 즐기고 싶어!
그런 것을 꿈꾸는 사립 류세이 학원의 고학생 사쿠라 신.
그 애절한 야망을 이루기 위해 여러 가지 특전이 붙는다고 하는 학생회장에 입후보,
모두의 동정을 받아 어떻게든 당선을 이루게 되지만...
아니 이럴수가, 학생회의 멤버들은 개성 넘치는 사람들 투성이.
학생회 활동은 매일이 우당탕대소동!
거기다 이사장으로부터 마족의 퇴치까지 부탁받게 되고,
결국은 자신이 그 마족들의 두목 같은 존재라는 것까지 알게되어 대혼란!
반짝반짝 빛나는 스쿨 라이프, 잃어버린 청춘을 되찾고자 사랑에 배틀에 분투하는 초대작!
(RADIO 트윙클 크루세이스 인용)

## 등장인물
특별한 표기가 없는한 여기에 기입된 성우는 드라마CD 또는 인터넷 라디오, PSP판 게임에 해당되는 담당 성우. 참고로 PC판 게임의 경우는 성우가 공개되지 않았다.

### 주인공
사쿠라 신 (일본어: 咲良シン)
성우:사이가 미츠키
류세이학원 2학년 A반. 류세이 학생회·회장. 귀택부(아르바이트를 하고 있기 때문) 신장163cm 생일:11월 17일
가난한 가정에서 자라서 힘든일도 끊이지 않지만 노력가로서 류세이학원에는 특등생으로 입학. 사실은 마왕의 피를 이어 받았으며 그 탓에 잠재능력은 높다. 우유를 매우 좋아함.
생도회장에 임명되면서「반짝반짝 빛나는 학원생활」을 목표로 하고 있다.
부모님은 현재 해외에 있으며, 자택「그랜드 파레스 사쿠라」(라는 거창한 이름이지만 목조 아파트)에서 혼자 살고있다.
수호천사는 아반실이며 속성은 「어둠(暗)」
EX기술 페이탈리티 포스는 사용 가능한 어시스트로부터 랜덤으로 도움을 받는다. 스토리 진행에 따라 아군이 늘어날수록 위력이 강해진다.

### 메인 히로인
유우기리 나나카 (일본어: 夕霧ナナカ)
성우:미즈키리 케이토
류세이학원 2학년 A반. 류세이 학생회 회계. 스위츠 동호회 회장. B86 W55 H87.
신의 소꿉친구로 같은 클래스. 유우기리안라는 이름의 국수집 딸.
배틀 특성
수호천사는 바르카넬이며 속성은「불(炎)」
EX기술 레이징 노바는 2~4개의 스턴 게이지 감소와 함께 큰 데미지를 입힌다.
PSP판에서 추가된 EX 기술인 볼케인 멜트 스웜은 레이징 노바보다 더 큰 데미지와 함께 상대의 배리어를 파괴하는 효과를 가진다.
로롯트 로젠크로이츠 (ロロット・ローゼンクロイツ)
성우:나나호 토모미
류세이학원 1학년 D반. 류세이 학생회 서기. B83 W53 H84.
학원의 하급생. 사실은 천계의 천사이며 어떻게든 숨기려고 하지만 사소한일로 등의 날개가 나타나 버리기 때문에 주위엔 탄로난 상태. 평소에 톤토로라는 이름의 돼지저금통(안에는 500엔 동전이 가득 들어가 있다.)을 가지고 다니지만 자주 떨어트린다.
로젠크로이츠가는 류세이 거리에서도 유수의 대부호이며 학원엔 매일 자가용으로 통학시키고 있다. 또한, 학원밖에서는 거의 항상 집사인 리스링이 곁에서 경호하고 있다.
수호천사는 스리셀이며 속성은 「물(水)」. 영창 속도와 공격 속도는 랜덤이다.
EX기술은 세라픽 위스퍼는 아군의 체력과 스턴게이지를 랜덤하게 회복시킨다.
PSP판에서 추가된 EX 기술은 앱솔루트 티어스. 데미지와 스턴 게이지 감소를 2~4회 무효화시키는 배리어를 발생시킨다.
미사 브리짓타 크리스테레스 (일본어: 聖沙・B・クリステレス)
성우:사카타 카요
류세이학원 2학년 B반. 류세이 학생회 부회장. B88 W58 H86.
신이 입학했을 때부터 라이벌 취급을 하는 츤데레 소녀. 본인도 노력가지만 신이 존재하는 탓에 만년 2위.
배틀 특성
수호천사는 에크라엘이며 속성은「번개(雷)」. 공격속도는 빠르지만 영창속도는 느리다.
EX 기술 노블레스 레이저는 연속 공격으로 상대의 스턴게이지를 큰 폭으로 깎는다. 최대 히트는 6히트.
PSP판에서 추가된 EX 기술은 디멘셔널 웨이브. 1타에 깎는 스턴 게이지가 2배로 늘어난걸 제외하면 노블레스 레이저와 동일하다.
쿠죠 리아 (일본어: 九浄リア)
성우:사카타 유키
류세이학원 3학년 A반. 류세이 학생회 상담역. B93 W61 H88.
작년의 학생회 회장으로 현재는 상담역으로서 생도회 활동을 서포트하는 누님계 캐릭터.
발매전에 행해진 캐릭터 인기투표에서 1위를 차지했으나 발매후 인기 투표에선 2위를 기록했다.
배틀 특성
수호천사는 루미엘이며 속성은「빛(光)」. 영창속도는 빠르지만 공격속도는 느리다.
EX기술 카디날 브라이티아는 상대방의 EX게이지를 200% 깎음과 동시에 약 25프레임 뒤로 밀어낸다.
PSP판에서 추가된 EX 기술은 에그젝트 디비니티. 상대의 EX 게이지를 깎고 그 EX 게이지의 일부를 흡수한다.
아젤 (アゼル)
성우:아베 루미
류세이학원 2학년 A반. 류세이 학생회 기록계대리(본인의 루트에만 해당). 귀택부. 키 161cm. B78 W52 H80. 생일:9월 12일
이야기 도중에 등장하는 신비한 분위기의 과묵한 전학생. 수업을 자주 빠진다.
메인 히로인 중 한 명이지만 아군으로서 전투에 참가하진 않는다.(단, 아젤 루트에선 신의 어시스트로서 참전.)
또한 루트에 따라선 적으로서 배틀에 마주치는 경우도 있다.

### PSP판 신규 히로인
마카론(マカロン)
성우:아스미 카나
마왕 견습생. 키 149cm B72.5 W53 H79. 생일:3월 20일
PSP판의 신규 히로인. 마왕을 목표로 매일매일 수련을 하고있는 마족의 소녀.

### 서브 캐릭터
팟키 (パッキー)
성우:고토 마이
자칭「대현자」.
아버지로부터 신에게의 선물. 팬더 인형 모습을 한 사역마. 키는 20cm 정도. 가슴이 큰 여자아이(특히 리아)를 매우 좋아한다. 나나카는「소바(일본어로 국수를 뜻함)」, 미사는「히스(히스테리의 줄임말)」, 로롯트는「천사」, 메리롯트는 「힛키(히키코모리의 줄임말)」로 부르고 있다.
일단 인생의 선배인 듯, 신이 고민할 때 이리지러 어드바이스를 해주기도 한다.
쿠죠 헤레나 (일본어: 九浄ヘレナ)
성우:이토 시즈카
리아의 언니로 현재 학원의 이사장.
과거 리아의 선대 크루세이더스로서 활동하였다.
메리롯트 (メリロット)
성우:코야마 키미코
수수께끼가 많은 캐릭터. 헤레나와는 옛날부터 친구사이.
PSP판에서는 메인 히로인으로 승격되었다.
타카하시 사치호 (일본어: 高橋サチホ)
성우:시모다 아사미
나나카의 친구. 통칭「삿칭」.
아스카이 시오 (일본어: 飛鳥井紫央)
성우:하세가와 아키코
신사의 딸로 무녀. 미사와는 사촌지간. 미사의 어시스트 캐릭터.
아네노코우지 후유카 (일본어: 姉小路冬華)
성우：카이바라 에레나
인기 케이크 샵「쇼콜라 루 올」창업자의 딸.『파티시에 냥코』에서의 게스트 출연 캐릭터이다.
리스링 토오야마 (일본어: リースリング遠山)
성우：아사카와 유우
로롯트가의 여자 집사.
어시스트(로롯트, 신)
「더블 샷」- RUSH수에 의해 변동되는 데미지를 준다. 2HIT.
에미리나 (エミリナ)
성우：이마이 아사미
이야기의 중반에 출현하는 거리를 배회하고 있는 수수께끼의 여자아이. 누군가를 찾는듯하지만 항상 안절부절 침착하지 못한 모습. 생일:11월 29일
사사미 (ササミ)
성우：사사 루미코
신의 집 마당에서 키우고 있는 닭.
센게인 쿄라 (일본어: 千軒院清羅)
성우：카와라기 시호
이야기의 도중에 교육실습으로 파견된 여성. 수학교사로 2학년 B반을 담당. 엄격한 수업은 나나카나 삿칭에겐 불평이지만 미사나 이사장의 평가는 높다.

### 마족
사리(サリー)
성우：이노쿠치 유카
통칭「사리쨩」.가슴은 납작쿵. 맛있는 것, 특히 단 것을 아주 좋아하며 상당히 어린애 같은 성격.
어시스트(나나카,신)
「다이렉트 어택」- 마계통판에서 가져온 햄머로 데미지를 준다.
파스타 (パスタ)
성우：모토이 에미
칠대마장 중 한 명. 거대한 고양이귀와 꼬리를 가진 꼬마 여자형 마족. 사리쨩 이상으로 어린애 체형이다.
어시스트(신)
「액셀 소닉러쉬」- 최대 6HIT의 공격효과(스턴 게이지는 1개만 감소)
메르파스 (メルファス)
성우：키시오 다이스케
칠대마장 중 한 명. 금발의 성인 남성형 마족. 세계의 여성들을 사로잡는걸 목적으로 인간계에 나타난 듯, 종종 여성을 유혹하고 있다. 칠대마장 중 유일하게 전투에 참가하지 않는다.
소르티아 (ソルティア)
성우：카와라기 시호
칠대마장 중 한 명. 성인 여성형 마족. 리크리에를 틈타 무언가 꾸미고 있다.
목소리나 겉 모습을 보면 어디선가 본듯한 인상도...
속성은「빛(光)」
바이라스 (バイラス)
성우：스기야마 노리아키
칠대마장 중 한 명. 성인 남성형 마족.

## 용어설명
리크리에(リ・クリエ)
류세이 거리에 별똥별이 많이 떨어지는 시기를 가리킨다.
삼계(三界)
인간계(즉, 이 세계), 마계, 천계를 통틀어 가리키는 단어

## 게임 정보

### 스탭
- 원화 : 칸나기레이
- 시나리오 : 시게다
- 프로그램 : 이코라이자
- 제작총지휘 : 오노 테츠야
- 음악 : 아메디오
- 주제가 : KOTOKO(I've)
- OP 애니메이션 : 와타나베 아키오

### 주제가
- 오프닝곡1&엔딩곡(나나카)：「꿈꾸는 별★boom!boom!(ユメミボシ★boom!boom!)」
작사·노래:KOTOKO
- 오프닝곡2：「Growth of mind」
노래:사카키바라 유이&NANA
- 엔딩곡(로롯트, 아젤)：「eternal twinkle」
노래: NAO(fripSide) 작사·편곡:Satoshi Yaginuma & Shinichiro Yamashita, 작곡:Shigetoshi Yamada
- 엔딩곡(미사, 리아)：「미라☆클 크리스마스(ミラ☆クル クリスマス)」
노래:미사(사카타 카요) & 아젤(아베 루미) & 나나카(미즈쿠리 케이토) & 리아(사카타 유키) & 로롯트(나나호 토모미)

### 각 패키지별 특전
- 초회한정판의 경우 특전으로 주제가와 어레인지BGM이 수록된 반짝반짝 사운드 페스티벌 CD, 원화가 칸나기레이의 원화 및 해설과 게스트 원화 등을 수록한 반짝반짝 아트 콜렉션, 클리어 사양의 패키지 박스 반짝반짝 미라클 패키지가 포함되어있다.
- 프리미엄 에디션의 경우 초회한정판의 특전을 기본적으로 모두 포함한 상태에서 은사양의 로자리오 목걸이가 추가로 포함되었으며, 1,000개의 패키지만 한정 생산되었다.
- 초회한정판과 프리미엄 에디션의 경우 예약 기간(2008년 8월 17일)까지 예약한 유저에 한에서 반짝반짝 메트리얼 컬렉션CD(벽지, 윈도 시스템 보이스, 스크린 세이버, 고화질 오프닝 영상 수록)와 패미콤 어레인지 앨범CD(게임 내 BGM 중 일부를 패미콤 음원으로 어레인지 한 곡을 수록한 앨범)를 추가로 제공하였다.
- 통상판의 경우엔 주요 여성 캐릭터들의 변신 후 모습이 담긴 반짝반짝 크루세이드 카드 5매가 포함되어있다.

## 인터넷 라디오
RADiO 트윙클☆크루세이더스라는 제목으로は Lillian에서 발매된 트윙클☆크루세이더스와 관련된 인터넷 라디오방송. 2007년 9월부터 2008년 11월까지 발신되었다. 전31회+1회. 통칭은 쿠루쿠루라디오.
온센에서 방송되었으며, 이토 시즈카와 코야마 키미코의 2사람이 진행자를 맡았다.

## 관련 상품

### CD
트윙클☆크루세이더스 반짝반짝 사운드 스테이지#01 헤레나&메리롯트
2008년 2월 22일 발매(2007년 12월 29일 코믹마켓73에서 선행발매)
트윙클☆크루세이더스 반짝반짝 사운드 스테이지#02 리아&로롯트
2008년 2월 22일 발매(2007년 12월 29일 코믹마켓73에서 선행발매)
트윙클☆크루세이더스 반짝반짝 사운드 스테이지#03 미사&아젤
2008년 4월 25일 발매
트윙클☆크루세이더스 반짝반짝 사운드 스테이지#04 나나카&삿칭
2008년 4월 25일 발매
트윙클☆크루세이더스 반짝반짝 사운드 스테이지#05 시오&에미리나
2008년 9월 26일 발매(2008년 8월 15일 코믹마켓74에서 선행발매)
트윙클☆크루세이더스 오리지널 사운드 트랙
2008년 9월 26일 발매(2008년 8월 15일 코믹마켓74에서 선행발매)

### 라디오CD
RADiO 트윙클☆크루세이더스 vol.1
코믹마켓73(2007년 12월 28일)에서 선행발매. 일반판매는 2008년 2월 22일.
제1회부터 제6회까지, 더해서 제0회를 WMA형식으로 수록. 또한 진행자 2인에 의한 신규녹음 보컬곡 1곡과 더해서 가라오케(오프보컬)을 수록.
RADiO 트윙클☆크루세이더스 vol.2
코믹마켓74(2008년 8월 15일)에서 선행발매. 일반판매는 2008년 9월 26일.
제7회부터 제19회까지 WMA형식으로 수록. 또한 진행자 2인에 의한 신규녹음 보컬곡 1곡과 더해서 가라오케(오프보컬)을 수록.
RADiO 트윙클☆크루세이더스 vol.3
코믹마켓75(2008년 12월 28일)에서 선행발매. 일반판매는 2009년 2월 27일.
제20회부터 제31회까지 WMA형식으로 수록. 또한 진행자 2인에 의한 신규녹음 보컬곡 1곡과 더해서 가라오케(오프보컬)을 수록.

## 같이 보기
- 프린세스 윗치즈